# Делімарський Юрій Костянтинович
Делімарський Юрій Костянтинович ( нар. 23 квітня (6 травня) 1904, с. Краснопілка Гайсинського району Вінницької області — 2 червня 1990, м. Київ) — український хімік, академік АН УРСР, заслужений діяч наук УРСР, директор Інституту загальної та неорганічної хімії імені В. І. Вернадського НАН України (1960—1973).

## Наукові відкриття
Основні дослідження Делімарського — в галузі хімії та електрохімії розплавлених солей. Делімарський розробив фізикохімічні основи електролізу розплавів для одержування й рафінування багатьох металів. Відкрив явище електролітичного перенесення металів з катода на анод.
Делімарський — автор понад 800 наукових робіт, серед них 21 монографія, 83 винаходи.

## Нагороди
Нагороджений Золотою медаллю АН СРСР ім. Д. І. Менделєєва (1979), орденами Трудового Червоного Прапора, Знаком Пошани, орденом Жовтневої революції (1984).
Державна премія УРСР в галузі науки і техніки (1988).
Заслужений діяч науки УРСР (1974).
Лауреат премії НАН України імені Л. В. Писаржевського за цикл робіт у галузі дослідження кінетики і механізму електродних реакцій.

## Вшанування пам'яті

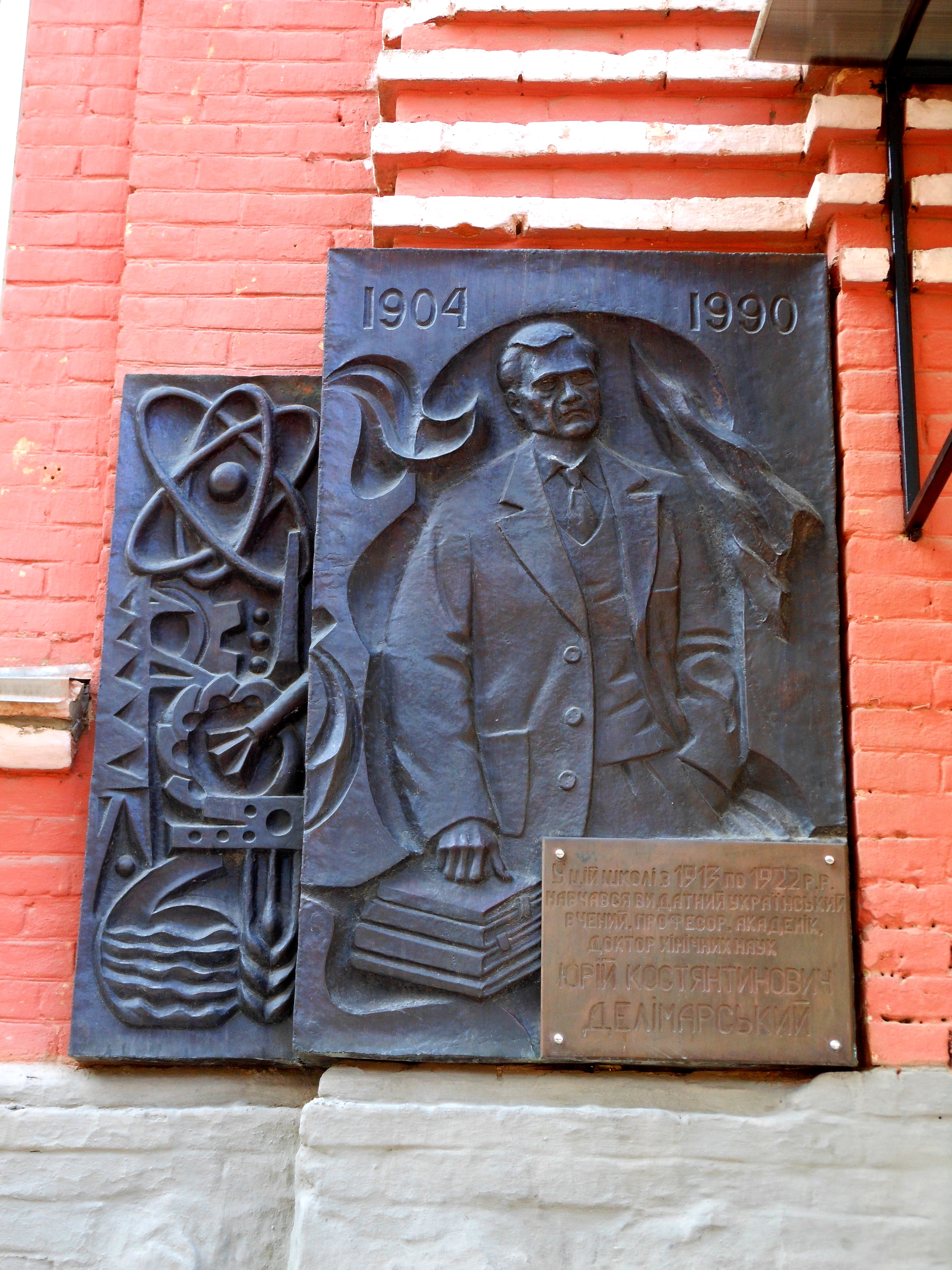
Меморіальна дошка Делімарському Ю.В.

На будівлі ЗОШ № 4 у місті Бар Вінницької області, де у 1913—1922 роках навчався Ю. К. Делімарський, встановлено стелу з його барельєфом (автор Михайло Площанський).

## Твори
- Электрохимия расплавленных солей. M. — 1960 (у співавторстві);
- Электролитическое рафинирование тяжелых металлов в ионных расплавах. М. — 1975 (у співавторстві);
- Электрохимия ионных расплавов. — М., 1978.